# NVIDIA EPP
EPP（Enhanced Performance Profiles）是由nVIDIA聯合Corsair推出的基於JEDEC SPD的擴充規範，於2006年5月15日發表。它允許電腦記憶體存在除SPD的另一組效能增項配置，該項配置可以最大化記憶體的各項參數，如頻率，延遲等。使用者只要擁有支援該技術的主機板和記憶體，即可在BIOS中開啟該選項，簡單的將記憶體超頻到通過記憶體廠商驗證的最高頻率，免除傳統上繁瑣的調試過程。該技術最早應用在nForce 500的高階晶片組產品上。